# پودر لباسشویی

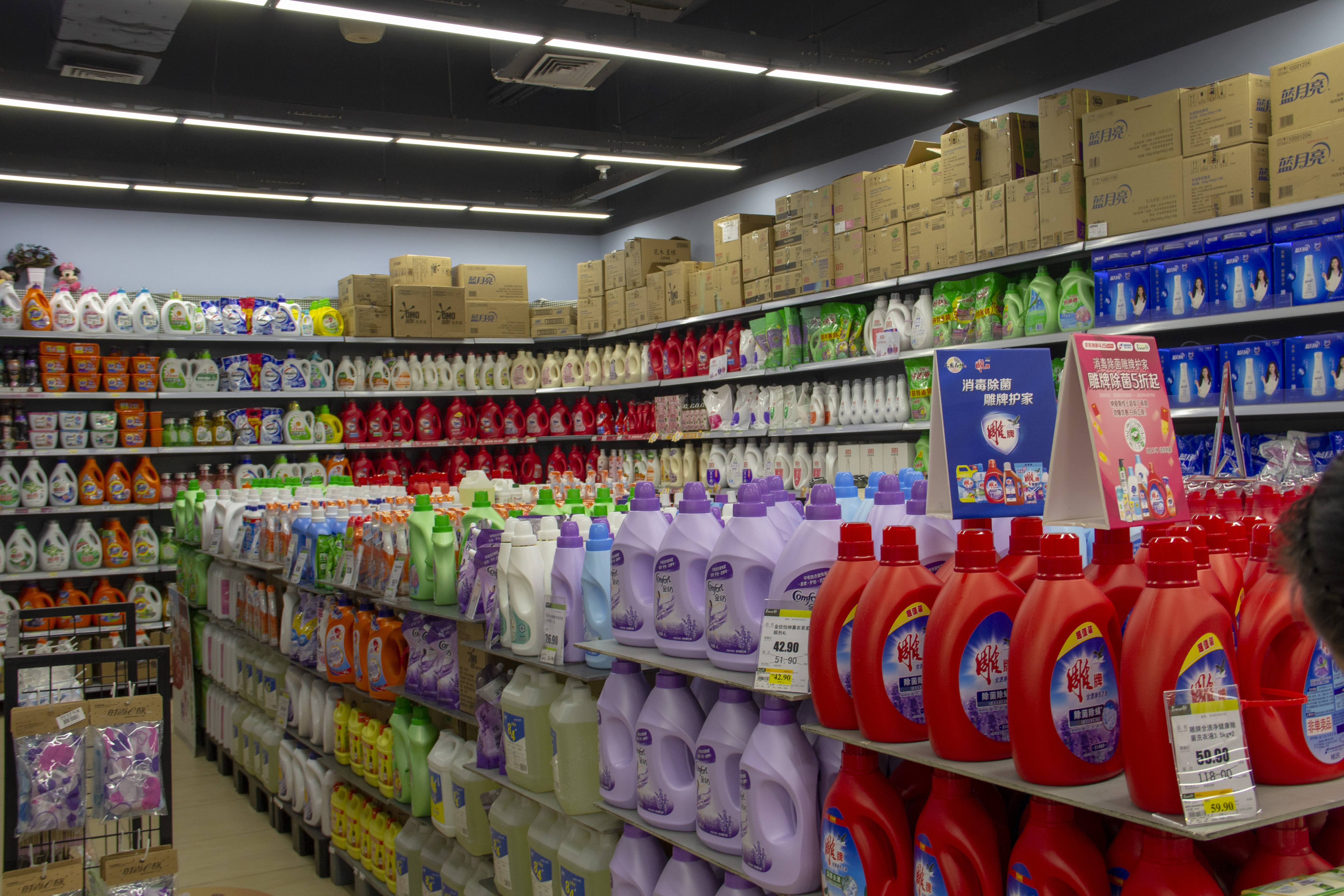
شوینده‌های لباس مایع

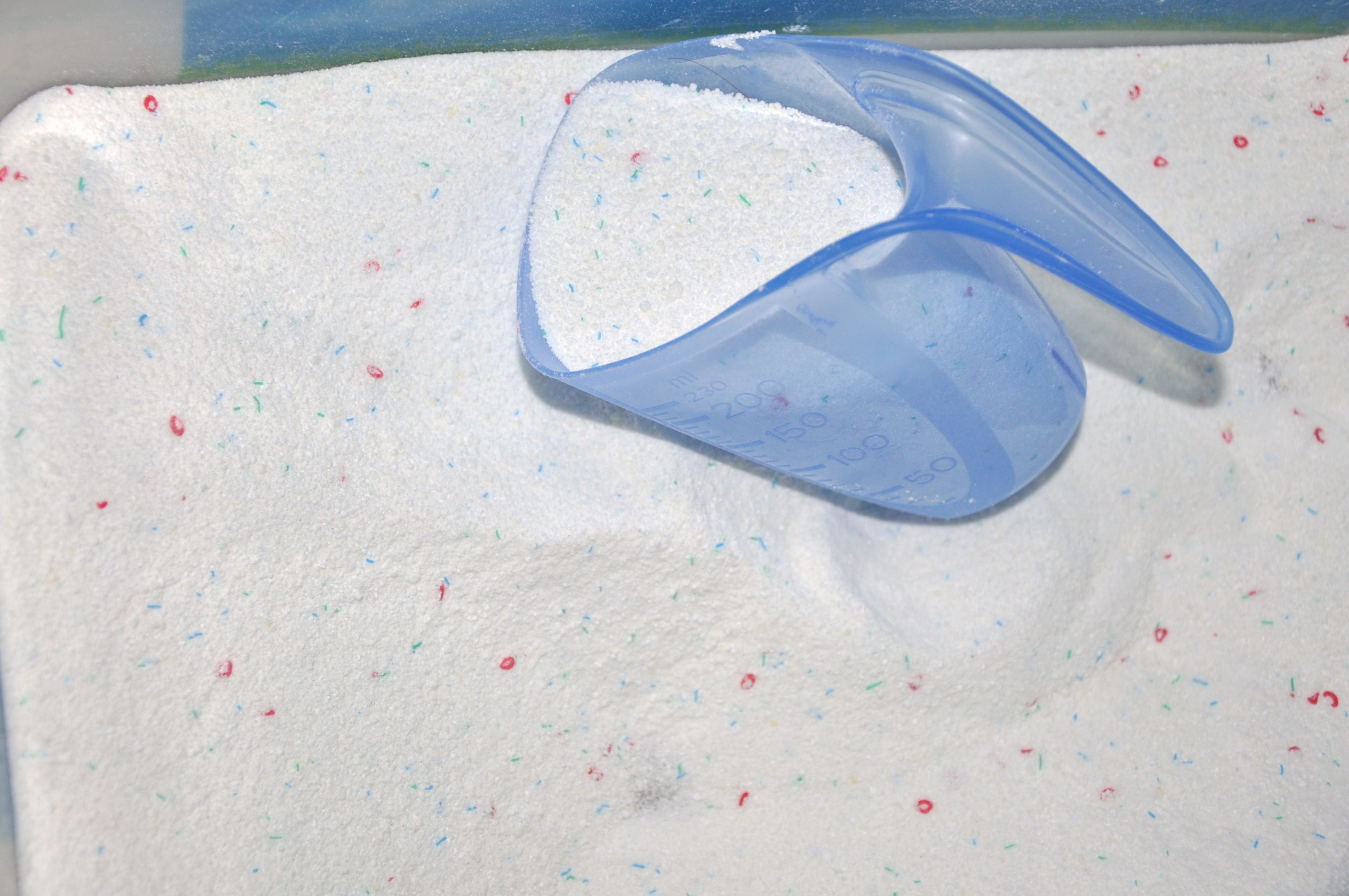
پودر لباسشویی

پودر لباس‌شویی (به انگلیسی: Laundry detergent) یا شوینده لباس، نوعی ماده شوینده (ماده تمیز کننده) است که برای تمیز کردن لباس استفاده می‌شود. مواد شوینده لباس به صورت پودر و مایع تولید می‌شوند.
در حالی که مواد شوینده پودری و مایع از نظر ارزش تقریباً سهمی مساوی در بازار مواد شوینده لباس در سراسر جهان دارند، مواد شوینده پودری از نظر حجم دو برابر بیشتر از شوینده‌های مایع به فروش می‌رسند.
در سال ۲۰۱۹، ارزش بازار جهانی مواد شوینده لباس فقط کمی کمتر از ۱۲۰ میلیارد دلار بود. پیش‌بینی می‌شود ارزش بازار هر سال متوالی ادامه یابد و تا سال ۲۰۲۶ به حدود ۱۸۰ میلیارد دلار برسد.

## مایعات شوینده لباس
مایعات شوینده لباس از محصولات تمیز کننده لباسشویی قدرتمندی هستند که قبل از شستشو روی لکه‌های سرسخت اعمال می‌شوند. این مایعات با استفاده از یک سیستم سورفاکتانت مشخص از آلکیل بدست آمده به روش طبیعی یا سولفات هیدروکسی آلکیل یا سورفاکتانت سولفوناتی و سورفاکتانت‌های اکسید آمین شاخه دار میان-شاخه ای فرموله می‌شوند.
مایعات لباسشویی با استفاده از مواد تشکیل دهنده‌ای فرموله می‌شوند که عملکرد صحیح شستشو را بدون آسیب رساندن به محیط زیست فراهم می‌کنند. متداول‌ترین موادی که در ساخت مایعات لباسشویی استفاده می‌شود، آب، متیل استرهای کلزای اتوکسیله، صابون پتاسیم درخت نارگیل، سدیم سیترات، لیمونن و سیترونلول و غیره است.
با پیشرفت‌های فناوری، تولیدکنندگان مایع لباسشویی اکنون از یک ماده جدید، یعنی روغن کلزا (غیر GMO) استفاده می‌کنند که با خواص کف کم آن مزایایی را به همراه دارد. کف کردن برای روند شستشو مضر است و ممکن است منجر به از دست رفتن قدرت شستشو در حدود ۵۰٪ شود. مایع‌های لباسشویی برای پاشش لکه‌های سرسخت روی لباس فرموله شده‌اند. این کار به از بین بردن سخت‌ترین لکه‌ها نیز کمک می‌کند و نتایج تمیزکاری استثنایی را ارائه می‌دهد. شوینده‌های لباس مایع در درجه اول در تمیز کردن لباس استفاده می‌شود و دارای دو بخش اصلی در کاربر نهایی است: خانگی و تجاری. کاربردهای تجاری آن عبارتند از: صنعت نساجی، مهمان یاری، خدمات خشکشویی و سایر صنایع. کاربردهای مسکونی آن شامل استفاده از آن در لباسشویی خانگی است. تقاضا برای مواد شوینده مایع در حال افزایش است، که دلیل آن راحتی استفاده و هدر رفت کمتر، در مقایسه با پودرهای شوینده است.

## لکه ها
شستن لباس‌ها شامل حذف لکه های مخلوط از سطح الیاف است. از نظر شیمی لکه ها را می‌توان در موارد زیر دسته‌بندی کرد:
- لکه های محلول در آب مانند قندها، نمک های غیرآلی، اوره و عرق.
- لکه های ذره ای جامد مانند زنگ آهن، اکسیدهای فلزات، دوده (کربن سیاه)، کربناتها، سیلیکات ها و هوموس.
- لکه های آبگریز مانند چربی‌های حیوانی، روغن‌های گیاهی، سبوم، روغن معدنی و گریس.
- پروتئین ها مانند خون، علف، تخم مرغ، شیر، (نشاسته) و کراتین ترشح شده از پوست. این مواد برای هیدرولیز شدن و واسرشتن به قطعات کوچکتر قبل از حذف توسط مواد فعال کننده، به آنزیم ها، گرما یا مواد قلیایی نیاز دارند.
- لکه‌های قابل شستشو با سفیدکننده مانند شراب، قهوه، چای، آب میوه‌ها و لکه‌های سبزیجات. سفیدکاری یک واکنش اکسیداسیون است که ماده رنگی را به ماده ای بی‌رنگ تبدیل می‌کند، که یا روی پارچه می‌ماند یا شستشوی آن راحت‌تر است. (توجه شود که سفیدکننده های استفاده شده در شوینده های لباس، سدیم هیپوکلریت نیستند. به بخش «سفیدکننده ها» رجوع شود.)

لکه هایی که به سختی قابل حذف هستند شامل رنگدانه ها و جوهر، چربی ها، رزینها، قطران، موم ها و پروتئین دناتوره شده هستند.

## مواد تشکیل دهنده

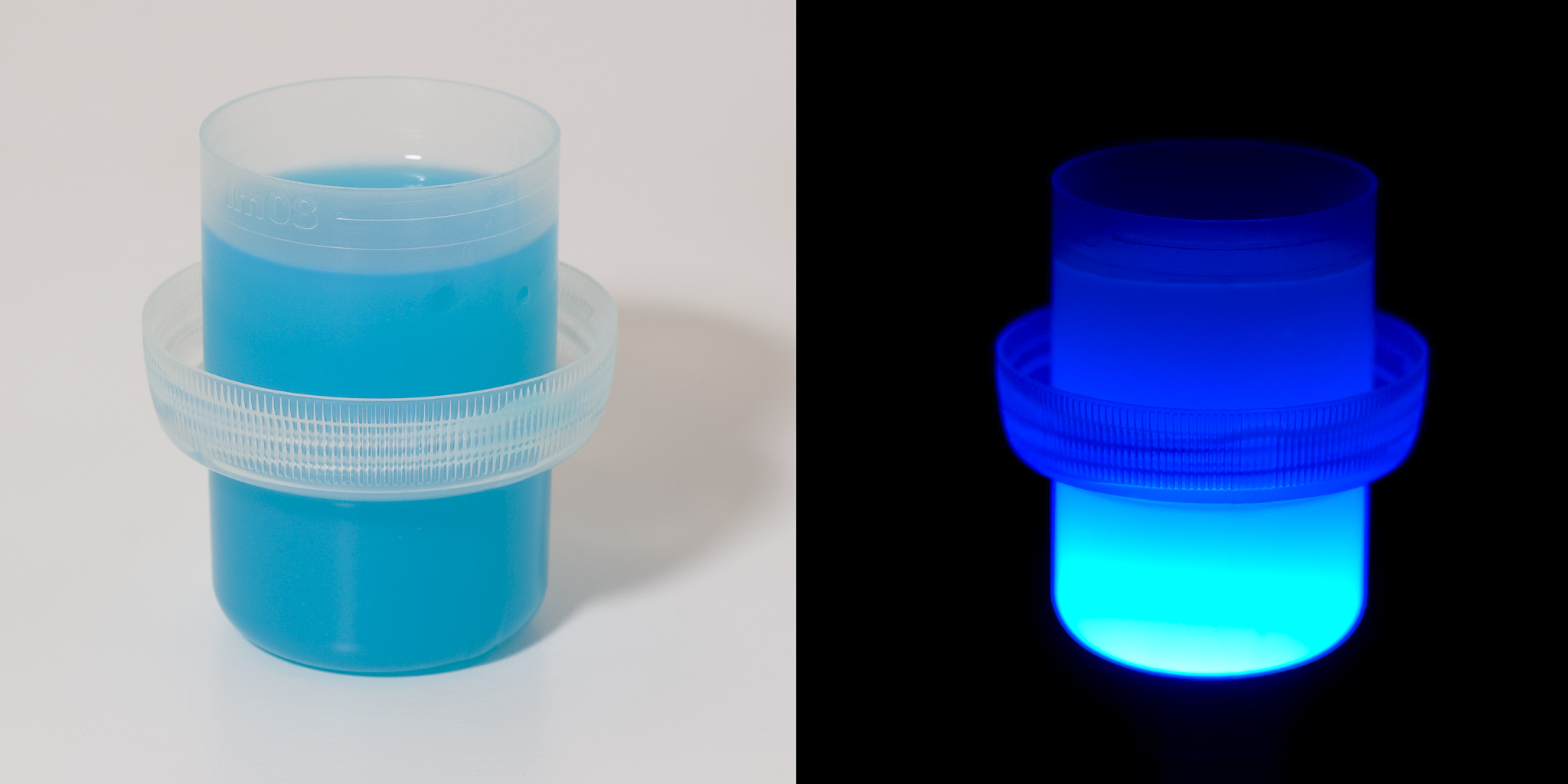
شوینده لباس مایع در زیر اشعه ماورا بنفش. تولیدکنندگان فسفرهای فلورسنت را در مواد شوینده قرار می‌دهند، تا وقتی لباس‌هایی که در مواد شوینده شسته می‌شوند در معرض نور خورشید قرار گرفتند، اشعه ماورا بنفش موجود در نور خورشید باعث درخشش یا فلورسنس آنها شود و باعث سفیدتر نشان داده شدن لباس گردد. در زیرج نور ماورا بنفش، فسفرهای مواد شوینده درخشان می‌شوند. از این روشن‌کننده‌های نوری (OBAs) برای سفیدتر نشان داده شدن لباس‌ها در زیر نور خورشید استفاده می‌شود.

مواد شوینده لباس ممکن است حاوی سازنده‌ها (تقریباً ۵۰٪ وزنی)، سورفکتانت‌ها (۱۵٪)، سفیدکننده (۷٪)، آنزیم‌ها (۲٪)، عوامل ضدرسوب لکه، تنظیم کننده‌های کف، بازدارنده‌های خوردگی، روشن کننده‌های نوری، بازدارنده‌های انتقال رنگ، مواد معطر، رنگ‌ها، مواد پرکننده و کمک‌های فرمولاسیون باشد.

### سازنده‌ها
سازنده‌ها (Builderها) (که به آنها عوامل کی‌لاته‌سازی یا جداسازی نیز گفته می‌شود) نرم‌کننده‌های آب هستند. منابع آب خانگی اکثراً حاوی برخی از مواد معدنی محلول، به ویژه در مناطقی با آب سخت است. کاتیون‌های فلزی موجود در این مواد معدنی محلول، به ویژه یون‌های کلسیم و منیزیم، می‌توانند با سورفاکتانت‌ها واکنش داده و پساب صابونی تشکیل دهند که در تمیزکاری اثربخشی بسیار کمتری دارد و می‌تواند هم بر روی پارچه و هم بر روی ماشین لباسشویی رسوب کند. Builderها، یون‌های معدنی که عامل سخت شدن آب هستند را از طریق رسوب، کی‌لات یا تبادل یونی حذف می‌کنند. علاوه بر این، آنها با پراکندگی به حذف خاک کمک می‌کنند. در بیشتر مناطق اروپا، آب سخت است. در آمریکای شمالی، برزیل و ژاپن، آب نسبتاً نرم است.
اولین Builderها سدیم کربنات (washing soda) و سدیم سیلیکات (آب شیشه) بودند. در دهه ۱۹۳۰ فسفات (سدیم فسفات) و پلی فسفات (سدیم هگزامتافسفات) معرفی شدند که با معرفی فسفوناتها (HEDP , ATMP , EDTMP) ادامه یافت. در حالی که این عوامل پایه فسفر به‌طور کلی غیر سمی هستند، اکنون شناخته شده‌است که باعث آلودگی مواد مغذی می‌شوند، که می‌تواند عواقب جدی زیست‌محیطی داشته باشد. به همین دلیل آنها در بسیاری از کشورها ممنوع شده‌اند و منجر به تولید عوامل فاقد-فسفری مانند پلی کربوکسیلاتها (EDTA , NTA)، سیترات‌ها (تری‌سدیم سیترات)، سیلیکاتها (سدیم سیلیکات)، گلوکنیک اسید و پلی‌آکریلیک اسید؛ یا عوامل تبادل یونی مانند زئولیتها شدند.
مواد قلیایی مانند کربنات سدیم بلورین یون‌های آب سخت را رسوب می‌دهند و معمولاً به عنوان سازنده استفاده می‌شوند. علاوه بر این، آنها عملکرد شستشو را افزایش می‌دهند. الیاف آب دوست مانند پنبه دارای بار سطحی منفی در داخل آب هستند، در حالی که الیاف مصنوعی نسبتاً خنثی هستند. بار منفی با جذب سورفاکتانت‌های آنیونی بیشتر می‌شود. با افزایش pH، خاک و الیاف منفی‌تر می‌شوند و در نتیجه دافعه متقابل افزایش می‌یابد. این یکی از دلایلی است که باعث می‌شود مواد قلیایی عملکرد شستشو را افزایش دهند، جدا از اثراتی مانند صابونی سازی چربی‌ها. با این حال، نیروهای دافعه بین خاک و الیاف به تنهایی حتی در pH بالا نتایج شستشوی مطلوبی ایجاد نمی‌کنند. محدوده مطلوب pH برای شویندگی خوب ۹ الی ۱۰٫۵ است.
سازنده و سورفکتانت برای دستیابی به حذف خاک، هم افزایی می‌کنند و ممکن است اثر شستشوی سازنده از ماده سورفکتانت بیشتر باشد. کارایی سدیم تری فسفات با الیاف آب‌دوست مانند پنبه، پشم، پلی آمید و پلی اکریلونیتریل در پاک کردن خاک نسبت به سورفکتانت به تنهایی، بسیار بیشتر است. با الیاف آبگریز مانند پلی استرها و پلی الفینها، اثربخشی سورفاکتانت از سازنده پیشی می‌گیرد.

### سورفکتانت‌ها
سورفاکتانت‌ها بیشترین اثر نظافتی را در مواد شوینده لباس دارند. آنها این کار را با جذب و امولسیون خاک در آب و همچنین با کاهش کشش سطحی آب برای بهبود ترشوندگی فراهم می‌کنند.
مواد شوینده لباس بیشتر حاوی سورفاکتانت‌های آنیونی و غیر یونی هستند. سورفاکتانت‌های کاتیونی به‌طور معمول با مواد شوینده آنیونی سازگار نیستند و کارایی پاک کنندگی ضعیفی دارند. آنها فقط برای اثرات خاص استفاده می‌شوند از جمله: به عنوان نرم‌کننده پارچه، مواد ضدالکتریسیته ساکن و مواد زیست کش. از سورفاکتانت‌های زویتریونی به دلیل گران بودن به ندرت در مواد شوینده لباس استفاده می‌شود. بیشتر شوینده‌ها برای متعادل سازی عملکرد خود از ترکیبی از سورفاکتانت‌های مختلف استفاده می‌کنند.

### سفیدکننده‌ها
علیرغم نام آن (Bleach یا سفیدکننده)، سفیدکننده‌های لباسشویی مدرن حاوی وایتکس (هیپوکلریت سدیم) نیستند. سفیدکننده‌های لباسشویی به‌طور معمول فزون ورده‌های هیدروژن پراکسید مانند سدیم پربورات و سدیم پرکربنات هستند. این ترکیبات در حالت جامد غیرفعال هستند اما با قرار گرفتن در معرض آب، هیدروژن پراکسید آزاد می‌کنند. اهداف اصلی سفیدکننده‌ها لکه‌های آلی قابل اکسید شدن است که معمولاً منشأ گیاهی دارند (به عنوان مثال کلروفیل، رنگ‌های آنتوسیانین، تانین، اسیدهای هومیک و رنگدانه‌های کاروتنوئید). هیدروژن پراکسید به عنوان سفید کننده در دمای زیر ۶۰ درجه سلسیوس به اندازه کافی فعال نیست، و همین موضوع باعث متداول شدن شستشو با آبگرم در گذشته شده بود. توسعه و ساخت فعال کننده‌های سفیدکننده در دهه ۱۹۷۰ و ۱۹۸۰ باعث افزایش کارمدی شستشوی دما پایین شد. این ترکیبات مانند تترا استیل اتیلن دی آمین (TAED) با هیدروژن پراکسید واکنش می‌دهند و پراستیک اسید تولید می‌کنند. این مواد به ویژه در دماهای پایین، سفیدکننده‌های کارآمدتری از سفیدکننده‌های قدیمی هستند.

### آنزیم‌ها
استفاده از آنزیم‌ها برای لباسشویی در سال ۱۹۱۳ توسط Otto Rohm معرفی شد. اولین آنزیم‌های ساخته شده عصاره پانکراس گرفته شده از حیوانات ذبح شده بود که در حضور قلیاها و سفیدکننده‌ها ناپایدار بودند. در اواخر قرن ۱۹ با دسترسی به آنزیم‌های باکتریایی مقاوم به دما، این فناوری متداول شد.
آنزیم‌ها برای تخریب لکه‌های سرسخت متشکل از پروتئینها (به عنوان مثال، شیر، کاکائو، خون، زرده تخم مرغ، چمن)، چربیها (به عنوان مثال، شکلات، چربی‌ها، روغن‌ها)، نشاسته (به عنوان مثال، لکه‌های آرد و سیب زمینی) و سلولز (الیاف آسیب دیده پنبه، لکه‌های سبزیجات و میوه‌ها) لازم هستند. هر نوع لکه مختلف به آنزیم خاصی نیاز دارد: از پروتئاز (Savinase) برای پروتئین‌ها، از لیپاز برای گیریس‌ها، از آلفا آمیلاز برای کربوهیدرات‌ها و از سلولاز برای لکه‌های سلولز استفاده می‌شود.

### سایر افزودنی‌ها
بسته به شرایط مورد انتظار برای استفاده، مواد بسیار دیگری به شوینده‌های لباس اضافه می‌شوند. این مواد افزودنی با تثبیت یا خنثی کردن کف، خاصیت کف سازی محصول را اصلاح می‌کنند. سایر مواد باعث افزایش یا کاهش ویسکوزیته محلول شده یا مواد دیگر را حل می‌کنند. بازدارنده‌های خوردگی از خوردگی و فرسوده شدن تجهیزات شستشو (ماشین لباس‌شویی) جلوگیری می‌کنند. «بازدارنده‌های انتقال جوهر» از انتقال رنگ یک لباس به لباس دیگر جلوگیری می‌کنند. «عوامل ضد رسوب» مانند کربوکسی متیل سلولز برای جلوگیری از اتصال مجدد ذرات ریز خاک به محصول تمیز شده استفاده می‌شود. بعضا رسوب‌گیرهایی جهت زدایش رسوبات از لوله گرمکن اضافه می شود.
تعدادی از مواد تشکیل دهنده بر «خصوصیات زیبایی» لباس‌هایی که باید تمیز شود یا مواد شوینده قبل یا هنگام استفاده تأثیر می‌گذارند. این عوامل شامل روشن کننده‌های نوری، نرم‌کننده‌های پارچه و رنگ دهنده‌ها هستند. عطرها نیز از اجزای مواد شوینده مدرن هستند، به شرطی که با سایر اجزا سازگار بوده و تأثیری در رنگ لباس تمیز شده نداشته باشند. این عطرها به‌طور معمول مخلوطی از بسیاری از ترکیبات هستند، طبقات رایج شامل الکل‌های ترپن (سیترونلول، گرانیول، لینالول، نرول) و استرهای آنها (لینالیل استات)، آلدهیدهای آروماتیک (هلیونال، هگزیل سینامالدهید، لیلیال) و مشک‌های مصنوعی (گالاکسولید) است.